# Helga Seidler
Pour les articles homonymes, voir Seidler.
Helga Seidler (née Fischer le 5 août 1949 à Oberneuschönberg) est une athlète allemande spécialiste du 400 mètres.

## Carrière
Concourant sous les couleurs de la République démocratique allemande, Helga Seidler s'illustre durant l'année 1971 en décrochant deux médailles d'or lors des Championnats d'Europe d'Helsinki. Vainqueur de la finale du 400 mètres en 52 s 1, devant Inge Bödding, elle remporte le titre européen du relais 4 × 400 mètres aux côtés de ses coéquipières Rita Kühne, Ingelore Lohse et Monika Zehrt. 
Sélectionnée pour les Jeux olympiques de 1972, Seidler s'adjuge le titre du 4 × 400 m en compagnie de Dagmar Käsling, Rita Kühn et Monika Zehrt. L'équipe d'Allemagne de l'Est établit un nouveau record du monde de la discipline en 3 min 23 s 0 et devance finalement les États-Unis et la République fédérale d'Allemagne. Alignée par ailleurs en individuelle, elle termine au pied du podium de la finale du 400 m.
Helga Seidler était licenciée au SC Karl-Marx-Stadt de Chemnitz.

## Palmarès
| Date | Compétition           | Lieu     | Place | Discipline |
| ---- | --------------------- | -------- | ----- | ---------- |
| 1971 | Championnats d'Europe | Helsinki | 1re   | 400 m      |
| 1971 | Championnats d'Europe | Helsinki | 1re   | 4 × 400 m  |
| 1972 | Jeux olympiques       | Munich   | 4e    | 400 m      |
| 1972 | Jeux olympiques       | Munich   | 1re   | 4 × 400 m  |